# Aræometer
Et aræometer eller en flydevægt er gammelt apparat, der benyttedes til vægtfyldebestemmelse af væsker.
Af en beskrivelse af apparatet fra 1916 står der:
Apparatet består af et hult glaslegeme der for oven bærer en stilk med inddelt skala; anbringes det i den væske, som skal undersøges, vil det svømme på denne, og man kan på aræometerstilken aflæse, ved hvilken  skalainddeling væskens overflade står. Jo mindre væskens vægtfylde er, desto dybere vil A. synke deri. A. anvendes efter det angivne princip f.eks. ved bestemmelse af en spiritusblandings koncentration, til måling af svovlsyrens koncentration i akkumulatorbatterier og mange flere steder.

## Ekstern henvisning
- flydevægten Arkiveret 6. august 2018 hos  Wayback Machine erling Poulsen på  rundetaarn.dk,  hentet 6. august 2018